# Oxybasis ×schulzeana
Oxýbasis ×schulzeána (лат.) — однолетние сорное травянистое растение, вид гибридного происхождения, возникший в результате скрещивания видов Марь красная (Oxybasis rubra) и Марь сизая (Oxybasis glauca) из рода Оксибазис (Oxybasis) семейства Амарантовые (Amaranthaceae).
|                                                                           |  |
| Слева направо: Марь красная (Oxybasis rubra) Марь сизая (Oxybasis glauca) |  |

Растение встречается в местах совместного произрастания мари красной и сизой, распространено во всему северному полушарию включая Америку.
Рудеральное сорное растение, не имеющее какого-либо хозяйственного значения.
Внешне растение походит на марь красную, только на листьях имеется средняя жилка желтоватого цвета, как у мари сизой, а на нижней стороне листьев — беловатый мучнистый налёт, отсутствующий у мари красной.